# Zdzisław Lubelski

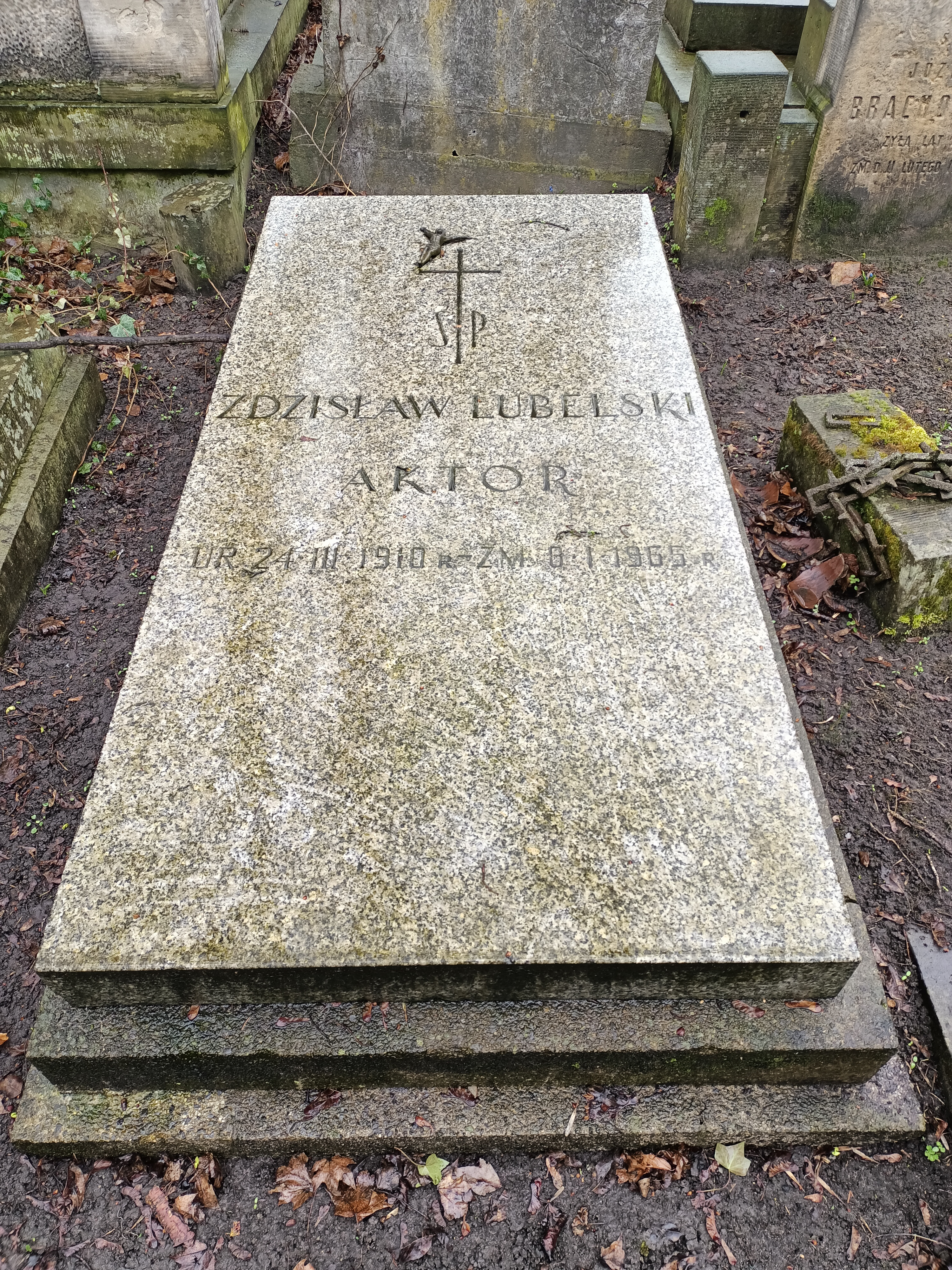
Grób Zdzisława Lubelskiego na Cmentarzu Powązkowskim.

Zdzisław Lubelski (ur. 24 marca 1910 w Łodzi, zm. 8 stycznia 1965 w Warszawie) – polski aktor filmowy i teatralny.

## Życiorys
Urodził się w rodzinie Bronisława i Doroty z Woźniaków. Ukończył gimnazjum w Łodzi, następnie był uczniem K. Tatarkiewicza i L. Zbuckiego. Po zdaniu eksternistycznego egzaminu aktorskiego występował w łódzkich teatrach: Popularnym (1928–1930) i Miejskich (1937–1938).
Okupację spędził w Warszawie pracując jako robotnik i ekspedient.
W latach 1946–1949 był aktorem Teatru Wojska Polskiego w Łodzi. W 1949 przeniósł się do Warszawy, gdzie w latach 1949–1957 występował w Teatrze Polskim, w latach 1957–1962 był wicedyrektorem Teatru Ateneum, w latach 1962–1965 pełnił tę samą funkcję w Teatrze Dramatycznym również występując na jego deskach. Występował w Teatrze Polskiego Radia (od 1949), Teatrze Telewizji (od 1957) oraz w filmach jako aktor drugoplanowy, popularny zwłaszcza w latach 50. i 60. XX w.
19 stycznia 1955 na wniosek Ministra Kultury i Sztuki został odznaczony Medalem 10-lecia Polski Ludowej.
Zmarł w Warszawie, pochowany na cmentarzu Powązkowskim (kwatera 109-5-2).

## Filmografia
- 1946: Dwie godziny jako handlarz w „Kolorowej”
- 1946: Zakazane piosenki jako szmugler w pociągu
- 1948: Skarb jako sąsiad Witka
- 1949: Czarci żleb jako „Krótki”, członek bandy
- 1953: Celuloza jako Kozłowski, założyciel Kozłowa
- 1953: Pościg jako masztalerz Jóźwicki
- 1955: Godziny nadziei jako handlarz
- 1955: Zaczarowany rower jako mężczyzna kupujący gazetę w kiosku
- 1956: Nikodem Dyzma jako właściciel restauracji
- 1956: Szkice węglem jako „stójka”, woźny w gminie
- 1956: Trzy kobiety jako właściciel fotoplastikonu
- 1956: Zemsta jako dworzanin Cześnika
- 1958: Diabelski wynalazek jako kapitan piratów (polski dubbing)
- 1958: Kalosze szczęścia jako barman w domu publicznym
- 1958: Pan Anatol szuka miliona jako konduktor w autobusie
- 1958: Wolne miasto jako Niemiec biorący udział w bójce w piwiarni Schmoldego
- 1958: Zadzwońcie do mojej żony jako kobziarz
- 1959: Tysiąc talarów jako garbarz Garbatka, strażnik na wystawie rolniczej
- 1960: Krzyżacy jako oprawca Juranda
- 1960: Szatan z siódmej klasy jako „Garbus”, wspólnik bandytów
- 1961: Dotknięcie nocy jako pielęgniarz
- 1961: Dwaj panowie N jako kolega Kazimierza Dziewanowicza z archiwum
- 1961: Dziś w nocy umrze miasto jako gość w „Astorii”
- 1961: Nafta jako Kornobis
- 1961: Wyrok jako pijak Józio
- 1962: Drugi brzeg jako kioskarz–konfident
- 1962: I ty zostaniesz Indianinem jako boy hotelowy
- 1962: O dwóch takich, co ukradli księżyc jako zbójca
- 1962: Zerwany most jako Ukrainiec
- 1963: Pamiętnik pani Hanki jako wywiadowca
- 1963: Ranny w lesie jako partyzant „Bocian”
- 1963: Rozwodów nie będzie jako robotnik Kozłowski
- 1963: Skąpani w ogniu jako oficer UB
- 1963: Zacne grzechy jako pisarz sądu inkwizycji
- 1964: Barbara i Jan (odc. pt. Zakochane duchy) jako robotnik w kopalni
- 1964: Pierwszy dzień wolności jako jeden z gwałcicieli
- 1965: Na melinę jako Bentkowski, właściciel gospodarstwa

## Spektakle Teatru Telewizji
- 1957: Dwaj mężczyźni na drodze jako Robotnik
- 1958: Apollo z Bellac jako Woźny
- 1958: Dolina strachu (cz. 2) jako Morris
- 1958: Podróż Anny Boleyn
- 1959: Jezioro Bodeńskie jako Lampion
- 1959: Pastylki na katar
- 1960: Bunt aniołów jako Satanista
- 1960: Rzeczywistość jako Szpicel
- 1960: Tylko 10 minut jako lokaj Hunter
- 1961: Pan Pickwick w tarapatach
- 1962: Pies ogrodnika
- 1962: Stranitzky i bohater narodowy jako pan z brodą
- 1964: Arszenik i stare koronki jako Gibbs
- 1964: Dr Jekyll i Mr Hyde jako Przechodzień
- 1964: Sprawa Bakrana jako Malutki
- 1964: Wspólny pokój jako Typek